# Michal Václavík
Michal Václavík (ur. 3 kwietnia 1976 w Ostrawie) – czeski piłkarz, w latach 1993–2011 występujący na pozycji bramkarza, w klubach czeskich i polskich. Mistrz Polski, dwukrotny zdobywca Pucharu Czech, jednokrotny zdobywca Superpucharu Polski.

## Kariera klubowa
Swoją karierę zaczynał w Vítkovicach Ostrawa, gdzie występował do 1994 roku. W 1995 roku przeniósł się do FC Karviná, jednakże dwa lata później został wypatrzony przez jeden z największych czeskich klubów – Slavię Praga. Początkowo został wypożyczony do Viktorii Žižkov, a po powrocie do klubu, usiadł na ławce. W ciągu sześciu lat rozegrał tylko 20 spotkań. Po opuszczeniu Slavii w 2003 roku przez krótki czas reprezentował barwy Marila Příbram i Bohemiansu Praha. W 2004 roku został zawodnikiem 1. FC Brno, gdzie grał przez następne dwa lata.
Przed sezonem 2006/07 trafił do Polski i podpisał kontrakt z Zagłębiem Lubin. W Ekstraklasie zadebiutował 5 sierpnia 2006 roku, w bezbramkowo zremisowanym spotkaniu z Lechem Poznań. Václavík zakończył swój debiutancki sezon zdobyciem tytułu mistrza Polski. 10 lipca 2008 roku przeszedł do Górnika Zabrze. W klubie tym spędził tylko rok, po czym powrócił do ojczyzny, gdzie dołączył MSK Břeclav. Przed sezonem 2010/11 podpisał kontrakt z FC Hlučín, po tymże sezonie zakończył karierę piłkarską.

## Sukcesy

### Klubowe

#### Slavia Praga
- Puchar Czech: 1992, 2002

#### Zagłębie Lubin
- Mistrzostwo Polski: 2006/2007
- Superpuchar Polski: 2007